# مملكة أرغون
مَملكة أرَغـُون أو رِيْدراغـُون أو رِيْدراقـُون (بالأراغونية: Reino d'Aragón)‏، (بالكتالونية: Regne d'Aragó)‏، (باللاتينية: Regnum Aragonum)‏، (بالإسبانية: Reino de Aragón)‏ كانت مملكة من العصور الوسطى وأوائل العصر الحديث حيث قامت في شبه الجزيرة الإيبيرية في شمال شرقي إسبانيا اليوم، لا ينبغي الخلط بينه وبين تاج أراغون الأكبر حجماً، والذي شمل إمارة كاتالونيا (والتي شملت المقاطعات الكاتالونية السابقة)، ومملكة بلنسية، ومملكة مجورقة، والممتلكات الأخرى التي أصبحت الآن جزءاً من فرنسا وإيطاليا واليونان - والتي كانت أيضاً تحت حكم ملك أراغون، ولكن كانت تدار بشكل منفصل.
في عام 1479، بعد وفاة خوان الثاني ملك أراغون، اتحدت تيجان أراغون وقشتالة لتشكل نواة إسبانيا الحديثة، وقد احتفظت أراضي أراغون بمؤسسات برلمانية وإدارية مستقلة، مثل البرلمان الإقليمي، ظل هذا الترتيب قائماً حتى مراسيم نويفا بلانتا، التي صدرت بين عامي 1707 و1715 من قبل فيليب الخامس ملك إسبانيا في أعقاب حرب الخلافة الإسبانية.

## الأصل
عمل حكام برشلونة بعد الفترة الإسلامية على توسيع كونتية برشلونة باسترداد المناطق المجاورة كجزر الباليار ومدينة فالنسيا وأسسوا ما عرف بمملكة أراجون والتي سيطرت على أجزاء واسعة من البحر المتوسط خلال القرن الثالث عشر الميلادي ووصلوا لمدن في أقصاه كأثينا.
كانت هذه المملكة في الأصل مقاطعة كارولينجية إقطاعية حول مدينة خاكا، التي كانت متحدة مع مملكة بامبلونا (مملكة نافارا لاحقا) في 925.. تم تقسيم مملكه اراجون من مملكة نافارا في 1035، وارتقى بها إلى المملكة راميرو الأول. كما أنها توسعت إلى الجنوب، وفتح الأرض من العرب الأندلس، عاصمة نقلت أولا إلى وشقة (1096)، وفيما بعد لسرقسطة (1118). بحلول 1285 للمناطق الجنوبية أرغون قد اتخذت من العرب.

## كاستيا وأرغون
في القرن الخامس عشر للميلاد بدأ بعد ذلك التدهور الاقتصادي الذي رافقه اضطراب داخلي قام فيه نبلاء كتالونيا بدور مهم لنقمتهم على حكم السلالة ذات الأصل القشتالي. فوجد خوان الثاني (862-863هـ/1458-1459م) حلاً للمشكلتين بتزويج ابنه فرناندو بايزابيلا أخت هنري الرابع ملك قشتالة ووريثته، وحكمت هي وزوجها كلاً من قشتالة وأرغون معاً على أن تبقى لكل من المملكتين قوانينها الخاصة وعاداتها العرفية وتقاليدها ولغتها، وكانت هذه الخطوة الأولى في إِقرار وحدة إِسبانية القومية وتم في عهدهما القضاء على دولة غرناطة سنة 897هـ/1492م